# Pheidole jujuyensis
Pheidole jujuyensis är en myrart som beskrevs av Auguste-Henri Forel 1913. Pheidole jujuyensis ingår i släktet Pheidole och familjen myror. Inga underarter finns listade i Catalogue of Life.